# Парламентарни избори у Израелу 2015.
Парламентарни избори у Израелу 2015. су одржани 17. марта 2015.
Избори су одржани ванредно након распада владајуће коалиције због неслагања око усвајања буџета и предлога закона о "Јеврејској држави".
Владајући Ликуд премијера Бенјамина Нетанјахуа је победио по трећи пут узастопно опозиоциону Ционистичку унију Исака Херцога и Ципи Ливни.

## Резултати
| Странка/коалиција | Гласови   | %                  | Мандати  | +/–          |
| --- | --------- | ------------------ | -------- | ------------ |
| Ликуд (הליכוד) | 985.408   | 23,40              | 30       | +12          |
| Ционистичка унија (המחנה הציוני) - Израелска лабуристичка партија (מפלגת העבודה) - Хатнуа (התנועה)                    | 786.313   | 18,67              | 24       | +3           |
| Здружена листа (הרשימה המשותפת) - Хадаш (חד"ש) - Балад странка (בל"ד) - Уједињена арапска листа (תע"ל) - Та'ал (רע"ם) | 446.583   | 10,61              | 13       | +2           |
| Јеш Атид (יש עתיד) | 371.602   | 8,82               | 11       | -8           |
| Кулану (כולנו) | 315.360   | 7,49               | 10       | Нова странка |
| Јеврејска кућа (הבית היהודי)                                                                                          | 283.910   | 6,74               | 8        | -4           |
| Шас (ש"ס) | 241.613   | 5,74               | 7        | -4           |
| Израел наш дом (יִשְׂרָאֵל בֵּיתֵנוּ)                                                                                          | 214.906   | 5,10               | 6        | -7           |
| Уједињено јеврејство Торе (יהדות התורה)                                                                               | 210.143   | 4,99               | 6        | -1           |
| Мерец (מרצ) | 165.529   | 3,93               | 5        | -1           |
| Остали | 189.517   | 4,51               | 0        | -2           |
| Регистровани бирачи/излазност                                                                                         | 5.881.696 | 72,34% (4.210.884) | неважећи | 43.854       |
| Извор: ЦИК Израела Архивирано на веб-сајту (26. март 2015)                                                            |           |                    |          |              |